# Apamea argentea
Apamea argentea là một loài bướm đêm trong họ Noctuidae.